# Contratiempo (película de 2017)
Contratiempo es una película española de suspense y misterio escrita y dirigida por Oriol Paulo. Se estrenó el 6 de enero de 2017. La película se abrió con una tibia respuesta de la crítica, pero fue un éxito comercial, recaudando 30,5 millones de dólares contra su presupuesto de 4 millones de euros.
Es el segundo largometraje del director Oriol Paulo y Cristobal Alamos , después de El cuerpo. La película ha generado tres adaptaciones en diferentes idiomas.

## Sinopsis
El empresario Adrián Doria queda en libertad bajo fianza tras ser detenido por el asesinato de su amante, Laura Vidal. Su abogado, Félix Leiva, contrata a la prestigiosa abogada defensora Virginia Goodman quien lo visita una mañana con la noticia de que el fiscal ha encontrado un testigo que pronto estará testificando ante un juez, por lo que debe contar toda la historia rápidamente.
Adrián le cuenta a Virginia cómo él y Laura terminaron su romance hace meses pero recibieron una llamada para chantajearlos para que fueran a un hotel rural con 100.000 €. En el hotel, Adrián quedó inconsciente y se despertó encontrando a Laura muerta en el baño. Llega la policía y, al encontrar la puerta de la habitación cerrada y encadenada por dentro, irrumpe. En el hotel explican que cierran las ventanas y se quitan las manijas durante el invierno, dejando a Adrián como único sospechoso. Después de su arresto, su esposa lo deja y se lleva a su pequeña hija. Virginia insiste en que Adrián no le está diciendo toda la verdad.
Adrián luego narra más atrás, cómo afirmó estar en París pero realmente estaba en una cabaña con Laura. Mientras conducen de regreso a Barcelona por la Sierra de Guara, Adrián intenta convencerla de que ponga fin a su relación adúltera. Distraído, Adrián se desvía hacia el carril contrario para evitar un ciervo, chocando con otro automóvil, que choca contra un árbol. Aunque están ilesos, el conductor del otro automóvil, un empleado de banco llamado Daniel Garrido, de 23 años, muere. Laura racionaliza que no es del todo culpa de ellos, ya que Daniel estaba enviando mensajes de texto y no usaba el cinturón de seguridad. Cuando se acerca otro automóvil, Laura empuja el cuerpo de Daniel hacia el asiento del pasajero y ella y Adrián fingen intercambiar información sobre el seguro. Ella contesta el teléfono de Daniel cuando suena para continuar con la artimaña, y el otro conductor se va, convencido. Laura espera una grúa en el coche de Adrián, que no arranca, mientras Adrián arroja el coche de Daniel a un lago con su cuerpo en el maletero. Adrián permanece en el lugar del accidente, mientras Laura se marcha con la grúa remolcando el coche de Adrián.
Más tarde, Laura, molesta, regresa al lugar del accidente (donde Adrián todavía está esperando) conduciendo el coche de Adrián y le cuenta cómo se reparó su coche. Un ingeniero automotriz, Tomás, pasa en automóvil y se ofrece a ayudar a Laura, quien afirma que había golpeado un ciervo. Remolca el coche de Adrián hasta su casa (de Tomás) para arreglarlo. Mientras habla con la esposa de Tomás, Elvira, Laura ve algunas fotografías y se da cuenta de que Daniel Garrido es su hijo. Laura, que todavía tiene el teléfono de Daniel en su bolsillo, lo esconde en su sofá mientras Elvira llama, buscando a su hijo. Cuando Laura sale en el coche de Adrián, Tomás Garrido la nota ajustando su asiento, demostrando que estaba mintiendo cuando afirmó que conducía. Toma nota de las matrículas del coche cuando Laura se va. Después de que Adrián vende su coche y lo denuncia como robado, se separa de Laura, con suerte para siempre.
A los pocos días, Adrián es citado a la comisaría, ya que Tomás ha informado a la policía de su número de placa. Félix arregla una coartada falsa para Adrián en París y soborna a la policía para que elimine el nombre de Adrián del expediente del caso Garrido. Cuando la noticia informa que Daniel está huyendo después de malversar dinero del banco, Adrián se enfrenta a Laura, quien admite que le había quitado la cartera a Daniel cuando metieron su cuerpo en el baúl; Más tarde, utilizando la información de Daniel, Laura, cuyo esposo trabaja para el mismo banco, pirateó la cuenta de Daniel y robó dinero para crear un rastro falso. Adrián le dice que lo que hizo está mal, pero Laura amenaza con incriminarlo también.
Adrián es nombrado Empresario Europeo del Año, y Tomás se hace pasar por reportero durante la ceremonia para confrontarlo. Tomás nota que Adrián saca el mismo mechero que vio al arreglar el coche. Le ruega a Adrián que le diga dónde está el cuerpo de su hijo para enterrarlo mientras seguridad se lleva a Tomás. Días después, Adrián recibe una foto de un lago con instrucciones de llevar a Laura al hotel rural con 100.000 €. Adrián cree que el chantajista puede ser el conductor que vieron después del accidente, si siguió a Adrián mientras arrojaba el coche al lago.
De regreso al presente, Virginia sugiere que para salvarse, Adrián podría afirmar que vio el rostro del hombre que lo golpeó en la habitación del hotel rural y que ese atacante era Tomás. Ella le dice a Adrián que no hubo ningún testigo sorpresa (refiriéndose al testigo que Virginia mencionó cuando ella y Adrián se acaban de conocer), y solo le dice eso para obligarlo a contar la verdad de toda la historia rápidamente. Adrián luego revela que siempre había sabido que era Tomás, ya que vio su rostro, pero también estaba probando a Virginia.
Virginia sugiere colocar un artículo de Laura en el maletero del coche de Daniel con el cuerpo de Daniel y alegar que actuó sola. Adrián luego confiesa que mientras empujaba el coche hacia el lago, Daniel se despertó, ya que solo estaba inconsciente; una autopsia revelaría que se ahogó. Virginia está consternada, pero afirma que no se lo revelará al juez.
Virginia dice que la autopsia de Laura muestra que sufría de ansiedad, probablemente debido a una mala conciencia, y sugiere que Adrián está mintiendo para que pareciera que Laura era la mente maestra detrás de su engaño. Sin embargo, Virginia dice que cree que Tomás lo incriminó porque Elvira (la esposa de Tomás) trabaja en el hotel rural donde se encontró el cuerpo de Laura, y por eso los Garrido eligieron ese lugar: Elvira podría haber abierto fácilmente la ventana para que su esposo escapara después, matando a Laura, y luego cerró la ventana, haciendo que pareciera que nadie más entró. Virginia dice que Tomás lo ha estado acechando (Adrián), Félix e incluso a ella misma, y señala un piso al otro lado de la calle, donde Tomás está acechando. Ella sigue presionando a Adrián, quien finalmente admite que mató a Laura y montó la escena.
Félix llama y deja un mensaje en el buzón de voz de la casa de Adrián, instándolo a que vuelva a llamar porque no pudo localizarlo en su teléfono. Virginia sugiere que devuelva la llamada de Félix mientras se toman un breve descanso de 10 minutos. Sale del apartamento y comienza a caminar rápidamente. Mientras tanto, Adrián enciende su móvil y llama a Félix, quien le vuelve a decir a Adrián que no pudo localizarlo porque su teléfono estaba apagado, por lo que informa que el testigo de la acusación es efectivamente el otro conductor, pero su silencio fue comprado con éxito. Mientras Félix cuestiona cómo va la reunión con Virginia, la llamada comienza a entrar y salir con tonos agudos, Adrián luego se da cuenta de que el bolígrafo explota y mancha su camisa con tinta debido a una interrupción de la señal provocada por la llamada del móvil, revelando que el bolígrafo que Virginia le había dado tenía micrófonos y se había grabado toda su conversación con ella. Recuerda que Virginia apagó su teléfono anteriormente, probablemente para que la señal del teléfono no interrumpiera la grabación. Mira hacia el otro apartamento y ve a Tomás de pie junto a Virginia, quien se revela como Elvira Ávila disfrazada. Utilizando la confesión que Elvira obtuvo de Adrián, Tomás llama a la policía cuando la verdadera Virginia Goodman llega al apartamento de Adrián.

## Elenco
- Mario Casas - Adrián Doria
- Bárbara Lennie - Laura Vidal
- Iñigo Gastesi - Daniel Garrido Ávila
- Francesc Orella - Félix Leiva
- Blanca Martínez - Virginia Goodman
- José Coronado - Tomás Garrido
- Ana Wagener - Elvira Garrido
- Manel Dueso - Inspector Milán
- San Yélamos - Sonia
- David Selvas - Bruno
- Ruth Llopis - Eva
- Paco Tous - Conductor

## Rodaje
La película se rodó en 2015, en Tarrasa, y en varias localizaciones de Barcelona y Vizcaya y concluyó en diciembre en el Valle de Nuria.

## Recepción

### Crítica
Las críticas se dividieron en el momento del estreno: Filmaffinity inventaria 5 críticas positivas, 5 negativas y 5 neutras. Algunos críticos critican las inverosimilitudes y los excesivos giros argumentales, mientras que otros ven en la maestría del guion su principal cualidad, servida por la elegancia y el ambiente asfixiante de la dirección.

### Comercial
Con medio millón de espectadores (555.476 espectadores), la cinta se convirtió en una de las más exitosas del primer semestre del cine español, ubicándose en el Top 5 de las más vistas, recaudó 3,9 millones de dólares en España. En China recaudó más de 25 millones de dólares. 67% de nueve reseñas son positivas en el agregador de reseñas Rotten Tomatoes, y la calificación promedio es 6.56/10.

### Distinciones
Portland International Film Festival: premio del público, Oriol Paulo
Premios Gaudí: nominada a mejor montaje, Jaume Martí

## Adaptaciones
Se ha realizado adaptaciones de esta película en varios países:
- La película italiana Il testimone invisibile (2018).
- El largometraje de Bollywood, Badla (2019), protagonizada por Amitabh Bachchan y Taapsee Pannu, es una adaptación India de habla Hindú.
- La película Evaru (2019), protagonizada por Adivi Sesh y Regina Cassandra, es una producción india en lenguaje telugu.
- La película  sueca, titulada Red dot (2021) dirigida por Alain Darborg, estrenada en Netflix el 11 de febrero de 2021.[9]
- La película surcoreana 자백 [«Confesión»] dirigida por Yoon Jong-seok y estrenada en 2022.[10]